# الطود (مركز)
مركز الطود، مركز إداري مصري. يقع في محافظة الأقصر الواقعة في جمهورية مصر العربية. القاعدة الإدارية للمركز هي مدينة الطود.